# Prix RFI Talents du rire
Le Prix RFI Talents du rire est une récompense de radio remise par RFI, qui se donne pour mission de découvrir de nouveaux talents de l'humour en distinguant, chaque année, un jeune artiste francophone d’Afrique, d’Océan Indien ou des Caraïbes. La première édition a eu lieu à Abidjan, en décembre 2015. 

## Organisation du concours
En 2015, 2016, 2017 et 2019, le concours est organisé sous la houlette du chroniqueur nigérien Mamane, animateur sur la radio mondiale, en accord avec RFI. La manifestation se déroule en Côte d’Ivoire, au Palais de la culture d'Abidjan, dans le cadre du Festival du Gondwana, Abidjan Capitale du Rire.

## Lauréats
| Année |  | Vainqueur                                                                                                | Contexte | Résultats |
| ----- |  | --- | --- | --- |
| 2015  |  | Basseck Fils Miséricorde                                                                                 | Le lauréat, Camerounais, est le créateur de la compagnie humoristique Noctiluk . Il figurait parmi les cinq meilleurs humoristes africains de l’année 2014, dans un classement du comité des Grands Prix Afrique du théâtre francophone. En 2015, il a été finaliste du concours Jokenation by Montreux Comedy 2015. | Pour recevoir son prix d’une valeur de 2 623 960 Francs Cfa, l’humoriste s'est rendu en Côte d’Ivoire le 13 décembre 2015, pour une prestation au Palais de la culture d'Abidjan, dans le cadre du Festival du Gondwana, Abidjan Capitale du Rire. |
| 2016  |  | Moussa Ouédraogo, plus connu sous le nom d'artiste Moussa Petit Sergent                                  | Le lauréat, Burkinabé, est déjà l'auteur de plusieurs « one man shows », alliant le théâtre, l'humour et la musique. Révélé au public par son feuilleton Petit Sergent, il a également sorti en 2013 un premier album intitulé Fais rire ta mère. | Le prix lui a été remis le 11 décembre 2016 à Abidjan dans le cadre du gala de clôture du Festival du Gondwana. |
| 2017  |  | Ronsia, son nom complet étant Ronsia Kukielukila.                                                        | Ronsia est un jeune humoriste Congolais de 24 ans né à Kinshasa. Depuis 5 ans, il est invité dans les plus grands festivals d’humour de la région, avec notamment des prestations remarquées au Festival International d'humour Toseka (Kinshasa), au festival 48 heures de rire (Kinshasa), au Festival International de l'humour africain (Gabon) ou encore au Festival tuSeo (Congo-Brazzaville) de Lauryathe Céphyse Bikouta. | Ronsia s'est produit au festival Abidjan Capitale du Rire pour recevoir son prix de 4 000 euros, le 9 décembre 2017, destiné au développement de sa carrière.                                                                                      |
| 2018  |  | ? | | |
| 2019  |  | Mickaël Sengazi, comédien et humoriste burundo-rwandais.                                                 | Michaël Sengazi est invité à se produire lors du festival Abidjan Capitale du Rire et bénéficie d'un prix de 4 000 euros destiné au développement de sa carrière. | Ce prix lui est remis le 7 décembre 2019 sur la scène du Palais de la Culture d'Abidjan. |
| 2020  |  | Les Nyotas, duo d’humoristes congolaises . Le Duo est constitué de Jovita Songwa et Princesse Watuwila . | Elles bénéficient d'un prix de 4 000 euros destiné au développement de leur carrière. | Elles reçoivent leur prix au festival «Abidjan Capitale du Rire» le 14 février 2021. |
| 2021  |  | Manitou (humoriste), comédien et humoriste gabonais.                                                     | Après avoir été nommé aux quatre éditions précédentes, Manitou remporte enfin le prix RFI Talents du Rire en 2021. Il bénéficie d'un prix de 4 000 euros destiné au développement de sa carrière. | Le prix lui est remis le 11 décembre 2021 à l'occasion de la première édition des Awards du rire africain (ARA). |
| 2022  |  | Stephan Dipita, humoriste, comédien, metteur en scène et réalisateur camerounais.                        | Il bénéficie d'un prix de 4 000 euros destiné au développement de sa carrière. | . |
| 2023  |  | Stéphanie Bluetooth, humoriste congolaise.                                                               | Elle bénéficie d'une dotation de 4 000 euros destinée au développement de sa carrière. | Prix remis le 18 décembre 2023 au Festival Abidjan Capitale du Rire. |